# Histoire des pompiers à Marseille avant 1900
L'histoire des pompiers à Marseille s'étend du Moyen Âge jusqu'à nos jours.

## La lutte  contre l'incendie après le Moyen Âge
À la fin du Moyen Âge, la lutte contre l'incendie et les grandes catastrophes était assurée dans la cité phocéenne par les portefaix. Ces hommes, ancêtres de nos dockers actuels, étaient ceux qui, globalement parlant, portaient les fardeaux d'un point à un autre dans l'enceinte de la ville. Entre autres missions, ils assuraient aussi le déchargement des nombreux navires qui touchaient le Vieux-Port.
Regroupés dans une puissante corporation, ils assuraient dès le début du XVIIe siècle la lutte contre l'incendie, répondant de jour comme , aron de Beaumes, fut nommé gouverneur-viguier de Marseille « avec autorité pour commander tant aux habitants qu'aux gens de guerre qui seront en[Quoi ?],,.
Les pompes « à la hollandaise » réclamées n'arriveront à Marseille qu'en 1737. Et encore, il ne s'agit que d'une seule pompe. Elle a été achetée, en même temps que deux cents seaux en cuir, au Sieur Fabron, pour la somme de 1 219 livres, 4 sols et 3 deniers et acheminée d'Amsterdam par la Compagnie Andriely.
L'arrivée de cette pompe marque une date décisive pour la ville car c'est la première fois qu'un engin spécialement dévolu à la lutte contre l'incendie est introduit dans la cité phocéenne. Les échevins en profitent aussi pour instaurer des mesures d'accompagnements que l'on retrouve encore de nos jours comme l'inspection des fours des boulangers ou la cartographie des secteurs à risques de la ville.

## Le Siècle des Lumières
En 1726, le besoin de renforcer le service de secours que produisait les portefaix se fit cruellement sentir. le 31 janvier 1726, les échevins prirent donc la décision de publier une ordonnance, faisant obligation aux maçons de se rendre sur les lieux d'un sinistre au son du tocsin.
Toutefois, il semble que les échevins ne se font guère d'illusion sur l'efficacité de cette ordonnance municipale puisqu'ils y précisent : « Ils [les maçons] seront tenus de s'y porter en toute diligence avec leurs outils pour travailler, et aider à tout ce qui sera nécessaire pour éteindre le feu sous peine d'un mois de prison et de dix livres d'amende et, en cas de récidive, du carcan. » Pour motiver encore plus les maçons, le propriétaire du bien en feu doit verser cinq livres de récompense au premier maçon arrivé sur place avec ses outils.
Douze ans plus tard, cette mesure sera étendue à toute la Provence par le Parlement d'Aix. Mais, elle est mal perçue par cette corporation de maçons. Le 13 novembre 1785, un premier ouvrier-maçon est condamné par la ville pour avoir refusé de répondre à l'appel du tocsin. Moins de six mois plus tard, le 11 mars 1786, une sentence de police des échevins condamne la totalité des prieurs du corps des maîtres-maçons à de fortes amendes car aucun d'entre eux n'a porté secours à l'occasion d'un incendie.
À la veille de la Révolution, la ville se retrouve donc sans aucun corps régulier et officiel de secours même si les gouverneurs-viguiers et les échevins ont à plusieurs reprises tenté d'organiser la lutte contre les catastrophes. Le service rendu par les maçons et les portefaix ne répondait plus au besoin d'une grande ville en pleine mutation. De surcroît, le matériel nécessaire aux secours se trouvait en dépôt chez des particuliers et non dans les locaux municipaux comme c'était le cas dans la plupart des grandes villes européennes.

## L'âge des sapeurs-pompiers professionnels
À la chute de l'Empire, une circulaire du Ministre de l'Intérieur datée du 6 février 1815, impose aux communes françaises d'organiser leurs services de secours contre l'incendie. En fait, ces services de secours sont l'émanation de la « Garde nationale ». Les hommes les composant sont appelés « Sapeurs-Pompiers » et le nouveau corps est rattaché au « Bataillon d'artillerie de la Garde nationale ».
L'apparition d'un corps de pompiers, véritable et digne de ce nom, dans la cité phocéenne date de la Seconde Restauration, durant l'année 1816. Le 25 septembre, l'adjoint au maire prend un arrêté relatif à « l'établissement de la Compagnie des sapeurs-pompiers de la Garde nationale de Marseille ». Toutefois, petit bémol, ce nouveau service ne comprend qu'une dizaine de sapeurs-pompiers, volontaires, chargés de surveiller une ville comme Marseille ! 
À cette époque-là, aucune caserne n'était construite et un seul poste de secours existait, installé au sein de l'hôtel de ville, où les volontaires montaient la garde. En 1832, ces volontaires furent remplacés par douze sapeurs devant « assurer l'entretien du matériel et apporter les premiers secours en cas d'incendie. » 
On est toutefois loin des suggestions faites, en 1832, au gouvernement, par le chevalier Paulin, commandant les sapeurs-pompiers de Paris, qui proposait ni plus ni moins que la création d'un corps national des sapeurs-pompiers dans les grandes villes de France. D'après ces suggestions, Marseille aurait dû être dotée d'un corps de 84 membres (Par comparaison, Bordeaux aurait eu le même nombre d'hommes tandis que Lyon se voyait octroyé 122 sapeurs à cause de ses entreprises de textiles).
Le conseil municipal, conscient de l'importance de posséder un service efficace de lutte contre l'incendie, vota plusieurs mesures pour se doter d'un corps digne d'une grande ville :
- 1847 : vote de fonds spéciaux pour augmenter le matériel de lutte contre l'incendie et créer deux nouveaux postes de secours
- 1849 : réorganisation du Corps qui comptabilise trente et un sapeurs professionnels, cent vingt pompiers volontaires, un chirurgien et un pharmacien.
- 1864 : création du poste de secours de la Joliette
- 1864 : création du poste de secours de la Plaine (place Jean Jaurès en 1938)
- 1866 : création du poste de secours du pentagone
- 1869 : création du poste de secours de Saint Victor (Endoume en 1938)

Chaque poste de secours est équipé d'une pompe à bras permettant une intervention rapide dans l'enceinte de la ville. Toutefois, au cours du XIXe siècle, hormis la création des postes de secours et la modernisation du matériel employé, les effectifs proprement dit de ce corps de secours ne varient guère.
Le 18 mars 1883, un arrêté du maire de Marseille, Jean-Baptiste Brochier, structure enfin le corps des sapeurs-pompiers de la ville, reprenant les grandes lignes des suggestions du Chevalier Paulin. D'après cet arrêté, la compagnie est composée de 85 hommes :
- 2 capitaines
- 2 lieutenants
- 2 sous lieutenants
- 1 sergent-major
- 5 sergents
- 1 fourrier
- 10 caporaux
- 60 sapeurs-pompiers
- 2 tambours

De plus, les candidats doivent avoir un âge compris entre vingt et quarante ans, « exercer un art mécanique tel que celui de maçon, charpentier, plombier, ferblantier, serrurier, sellier, cordonnier… », et être agréés par le maire de la ville 
Tel était le Corps des sapeurs-pompiers de la ville de Marseille à l'aube du XXe siècle.